# E982
E982 är en europaväg som går följande sträckning:
Mersin – Tarsus
Sträckan är 66 km lång och går helt inom Turkiet. Den går längs motorvägen nummer O-51.
Vägen ansluter till E90 (nära Tarsus).

## Historik
Vägen föreslogs för UNECE augusti 2009 av Turkiets regering, vilket godkändes av UNECE i oktober 2009. Det trädde i kraft cirka ett år senare, och har senare börjat synas på kartor.